# Dreamlinux
Dreamlinux je brazilský operační systém založený na distribuci Debian. Může být spuštěn z Live CD, z USB nebo může být nainstalovaný na pevný disk. Uživatelské rozhraní je podobné tomu z Mac OS X, s centrovaným animovaným toolbarem.

## Historie verzí

### Dreamlinux 2.2 MM GL Edition (2007)
DreamLinux Multimedia Edition 2.2 s AIGLX poskytuje Beryl-AIGLX ve výchozím nastavení, který může být využíván po počáteční instalaci. Jedním z klíčových rysů je její schopnost automaticky konfigurovat AIGLX pro karty nVidia a ATI. Distribuce obdržela dobré recenze pro její vzhled a funkčnost.

### Dreamlinux 3.0 (2008)
Dreamlinux Desktop Edition 3.0 nabízí kompletní redesign. Podporuje naprosto nezávislé architektury s názvem Flexiboost, založené na překrytých modulech. Tato funkce umožňuje spuštění dvou (nebo více) samostatných okenních manažerů (v současnosti Gnome a Xfce), v témže vzhledu.
Kromě souboru ISO 700 MB (CD obraz) je také k dispozici 130MB velký multimediální modul, včetně podpory DVD. Ten je primárně určen pro použití při spuštění z jednotky USB flash, nikoli z režimu live CD.

#### Nové programy
Tyto aplikace nebyly zahrnuty v předchozích verzích:
- Gthumb (nahrazuje GQview)
- Pidgin (IM komunikátor)
- Ndiswrapper modul
- WineHQ + Wine Doors installer

#### Další vylepšení
- Nyní může být spouštěn z jakéhokoliv jednotky CD/DVD
- Vylepšeny ovládací panely Dreamlinuxu
- Vylepšen instalační program
- Vylepšena instalace programů
- Přepínání motivů bez restartu X
- Správce nastavení sítě Network Manager se automaticky spustí při spuštění počítače
- Cupsys též startuje při spuštění počítače
- Nový průvodce pro tzv. smaragd témata
- Nové tapety, ikonky, motivy Avant Window Manager a AWN-Dock (zkontrolujte AWN správce DCP) a motivy GDM

### Dreamlinux 3.5 (2009)
Dreamlinux 3.5 je aktualizací původního Dreamlinuxu 3.0. Tato verze nabízí jako novinku nové rozhraní Xfce mimo tradičního Gnome. Obsahuje Linux kernel verze 2.6.28.5 a také nové ikony a nový motiv GTK+. Existuje také možnost instalace přímo na USB Memory Stick ve dvou režimech.

### Dreamlinux 5.0 (2012)
DreamLinux 5.0. je založen na Debian Squeeze 7.0 se spoustou dalších komponent, k dispozici je pouze otisk disku ISO o velikosti 965MB, který se ovšem nevejde na klasická CD.

#### Novinky
- Dreamlinux 5.0 přichází s uživatelským rozhraním Xfce 4.8, který je na pohled velmi podobný  Mac OS X.
- Ruby Lua, Vala, C, C++, Python a programovací prostředí Perl, včetně společné vývojové knihovny jsou již na místě, k okamžitému použití.
- Obsahuje nový Linux Kernel 3.1
- Obsahuje několik síťových aplikací jako je například Apache2, PHP5, MySQL, Samba, Netatalk, TorrentFlux, SSH, Bluetooth, Network-Manager, Avahi-Daemon (Bonjour), Preload, Fancontrol, Cpufreqd
- Rovněž zahrnuje mnoho předinstalovaných aplikací pro různé použití jako například Grafické editory Gimp a InkScape, správce fotografií Shotwell nebo čtečku PDF FoxitReader, dále například kancelářský balík SoftMaker Office Suite obsahující programy Textmaker, Planmaker and Presentations nebo například audio & video kodeky pro přehrávání mnoha multimediálních formátů či webový prohlížeč Chromium.
- Dreamlinux 5.0 nabízí nový instalační program nazývané FlexiBoot, který umožňuje snadno nainstalovat Dreamlinux 5.0 na externí pevný disk nebo USB disk.
- K dispozici je také MKDistro, což je jednoduchý nástroj umožňující vytvořit si vlastní upravený Dreamlinux.

## Live USB
Live USB verzi Dreamlinuxu můžete vytvořit například pomocí programu UNetbootin.